# Adonisea pseudomia
Adonisea pseudomia är en fjärilsart som beskrevs av Charles Boursin 1940. Adonisea pseudomia ingår i släktet Adonisea och familjen nattflyn. Inga underarter finns listade i Catalogue of Life.